# Cadillac Evoq
Cadillac Evoq (произносится «evoke») — концепт-кар, разработанный компанией Cadillac и представленный в 1999 году на Североамериканском международном автосалоне. Многие конструктивные особенности Evoq были включены в Cadillac XLR.
Cadillac Evoq являлся проектом, начатым под руководством генерального генерального менеджера Cadillac Джона Смита. Задуманный как «Заявление о характере бренда» (англ. Statement of Brand Character), он предвосхитил появление следующих моделей Cadillac, таких как CTS, SRX, XLR и так далее.
Evoq был разработан компанией Metalcrafters of California в 1998 году. Он оснащён двигателем Northstar V8. Привод — задний.